# Henri Guégan
Pour les articles homonymes, voir Guégan.
Henri Philippe Guégan, dit Henri Guégan, né le 22 mars 1926 dans le 12e arrondissement de Paris et mort le 8 juillet 2011 dans le même arrondissement, est un acteur et cascadeur français spécialisé dans les films d'action. À ne pas confondre avec son fils Philippe Guégan, qui est aussi cascadeur et acteur aujourd'hui.

## Filmographie
- 1955 : Gas-oil de Gilles Grangier - Un routier chez Serin
- 1956 : Fernand cow-boy de Guy Lefranc - Un cow-boy au saloon
- 1956 : Action immédiate de Maurice Labro - Herst, le complice
- 1957 : Les misérables de Jean-Paul Le Chanois - L'Aigle, un ami de l'A.B.C
- 1957 : A la Jamaïque d'André Berthomieu - Un homme d'équipage
- 1957 : Mademoiselle et son gang de Jean Boyer - Un danseur
- 1957 : Le Temps des œufs durs de Norbert Carbonnaux - L'agent disant "somme apportée"
- 1958 : Qu'est-ce que maman comprend à l'amour ? ("The reluctant debutante") de Vincente Minnelli - Un homme à l'aéroport
- 1958 : Le fauve est lâché de Maurice Labro - Un homme de main
- 1958 : Oh! que mambo de John Berry - Un preneur de son
- 1959 : Le Baron de l'écluse de Jean Delannoy - Le pénichier belge
- 1959 : Ce soir on tue de Yvan Govar - Un tueur
- 1961 : Callaghan remet ça de Willy Rozier
- 1961 : Deuxième Bureau contre terroristes de Jean Stelli
- 1961 : Le Capitaine Fracasse de Pierre Gaspard-Huit - Un client du bouge
- 1961 : Le miracle des loups d'André Hunebelle - Un baladin
- 1961 : Cartouche de Philippe de Broca - Un complice de Cartouche
- 1962 : Les Mystères de Paris d'André Hunebelle - Un bagarreur
- 1963 : La tulipe noire de Christian-Jaque
- 1963 : L'Honorable Stanislas, agent secret de Jean-Charles Dudrumet - Un bagarreur
- 1963 : OSS 117 se déchaîne d'André Hunebelle - Boris, un homme de main
- 1963 : Blague dans le coin d'Maurice Labro
- 1964 : Banco à Bangkok pour OSS 117 d'André Hunebelle - Karloff
- 1964 : Coplan agent secret FX 18 de Maurice Cloche - Alderner
- 1964 : Laissez tirer les tireurs de Guy Lefranc - Un bagarreur
- 1964 : Fantomas d'André Hunebelle
- 1964 : Le Majordome de Jean Delannoy - Un truand
- 1965 : Jerry Cotton G-man agent C.I.A. de Fritz Umgelter - Sniff
- 1966 : Objectif 500 millions / Le septième cercle de Pierre Schoendoerffer
- 1966 : Roger la Honte de Riccardo Freda - Un forçat
- 1966 : Le Saint prend l'affût de Christian-Jaque - Un homme de main
- 1966 : Sept hommes et une garce de Bernard Borderie - Un soldat autrichien
- 1966 : Trois enfants dans le désordre de Léo Joannon - L'inspecteur à la poste
- 1966 : Paradiso, hôtel du libre-échange de Peter Glenville - Un policier à l'hôtel
- 1967 : Les Grandes Vacances de Jean Girault - Un marin
- 1967 : Deux Billets pour Mexico de Christian-Jaque - Un homme de main
- 1967 : Le Fou du labo 4 de Jacques Besnard - Un acteur du western
- 1968 : Faites donc plaisir aux amis de Francis Rigaud - Gaston
- 1968 : Le gendarme se marie de Jean Girault
- 1969 : Mon oncle Benjamin de Édouard Molinaro - Un domestique
- 1970 : Le Cinéma de papa de Claude Berri - Un acteur dans le film américain
- 1970 : Le Gendarme en balade de Jean Girault - Un joueur de boules
- 1970 : Je couche avec mon assassin de Wolfgang Becker - Un cambrioleur
- 1971 : Sur un arbre perché de Serge Korber - Le camionneur à la manifestation
- 1971 : Jo de Jean Girault - Un ouvrier de Tonelotti
- 1972 : Tout le monde il est beau, tout le monde il est gentil de Jean Yanne - Le chauffeur du président Louis-Marcel Thulle
- 1972 : Les Charlots font l'Espagne de Jean Girault - Le terroriste dans l'avion qui parle
- 1972 : épisode  L'évasion du duc de Beaufort de la série Les Évasions célèbres : Vaugrimaud
- 1973 : Moi y'en a vouloir des sous de Jean Yanne
- 1974 : Célestine, bonne à tout faire de Jesús Franco - Marc
- 1974 : La kermesse érotique de Jean Le Vitte - Jacques le Tortionnaire
- 1976 : Folies sexuelles / Les Marie-Madeleine de Alain Payet
- 1977 : Prends-moi partout de Stratos Markidis
- 1977 : Le Cabaret des filles perverses de Jesús Franco - L'inspecteur Tanner
- 1977 : Richelieu, le Cardinal de Velours de Jean-Pierre Decourt - Ellissavide
- 1984 : Vivre pour survivre de Jean-Marie Pallardy - Mike, homme de main
- 1989 : Adrénaline film à sketches de plusieurs réalisateurs